# حمام مهدي قلي بيك
حمام مهدي قلي بيك (بالفارسية: حمام مهدی قلی‌بیک) هو حمام تاريخي يعود إلى السلالة الصفوية، ويقع في مشهد.